# Rettungsinsel

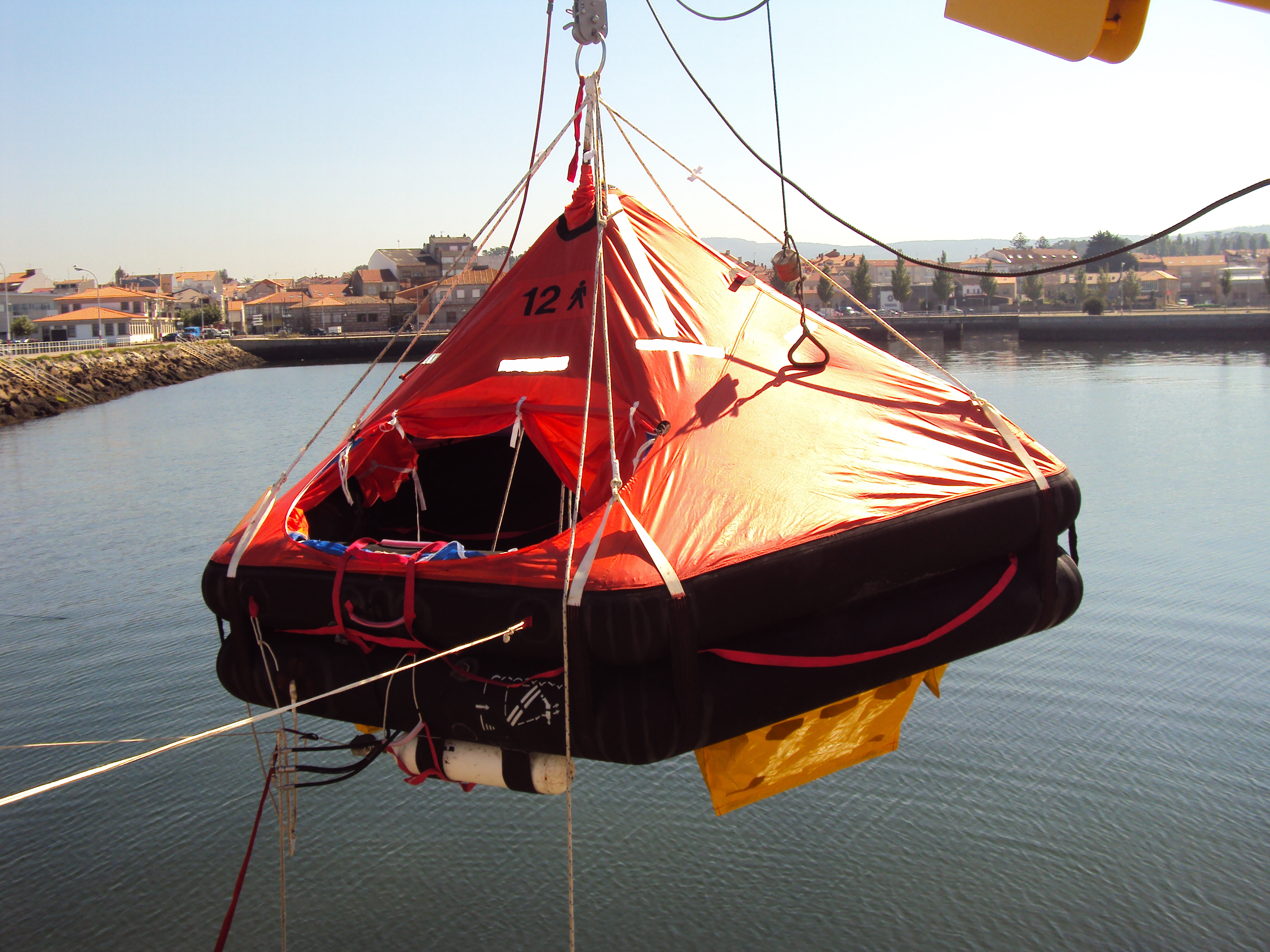
Eine Rettungsinsel wird geborgen. Gut erkennbar ist die Druckluftflasche, mit der die Insel aufgeblasen wird. Der gelbe Sack unten rechts ist ein sogenannter „Kentersack“, der ein über-Kopf-drehen der Insel weniger wahrscheinlich macht.

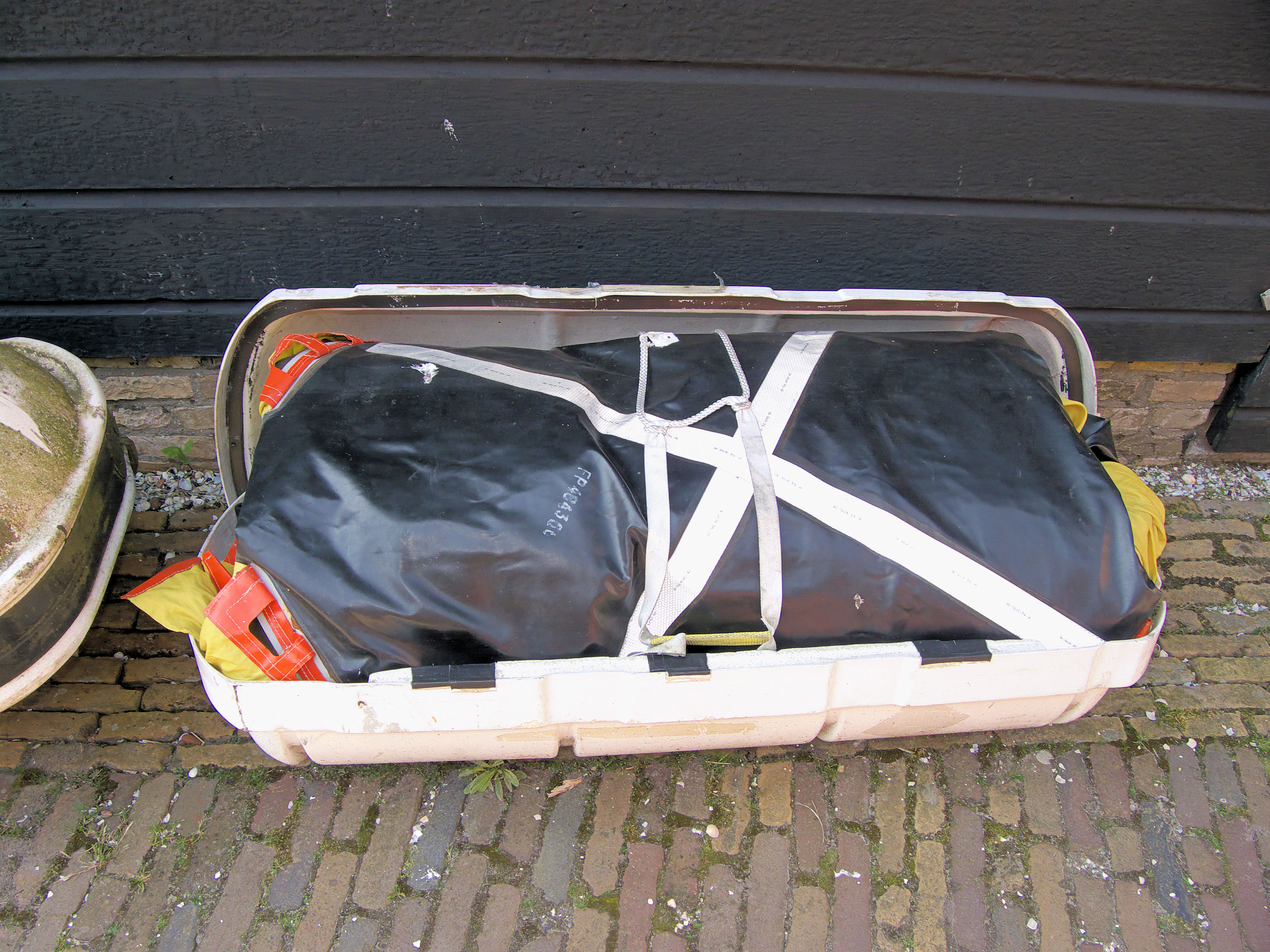
Offener Container einer Rettungsinsel

Eine Rettungsinsel (englisch life raft) oder ein Rettungsfloß ist ein Floß zur Rettung von Personen von einem in Seenot geratenen Schiff oder einem unplanmäßig gewasserten Flugzeug. Seine Aufgabe entspricht der von Rettungsbooten, es ist aber im Gegensatz zu diesen in einem kleinen Behälter verpackt und wird bei Bedarf durch eine Druckluftflasche aufgeblasen. 
Rettungsinseln werden nur im Ernstfall eingesetzt und können daher nicht zur Übersetzung von Personen oder Material verwendet werden. Ausgelöste Rettungsinseln müssen in der Regel ersetzt werden, weil die korrekte Funktion nach dieser Belastung kein zweites Mal garantiert wird. 

## Ausrüstungspflicht

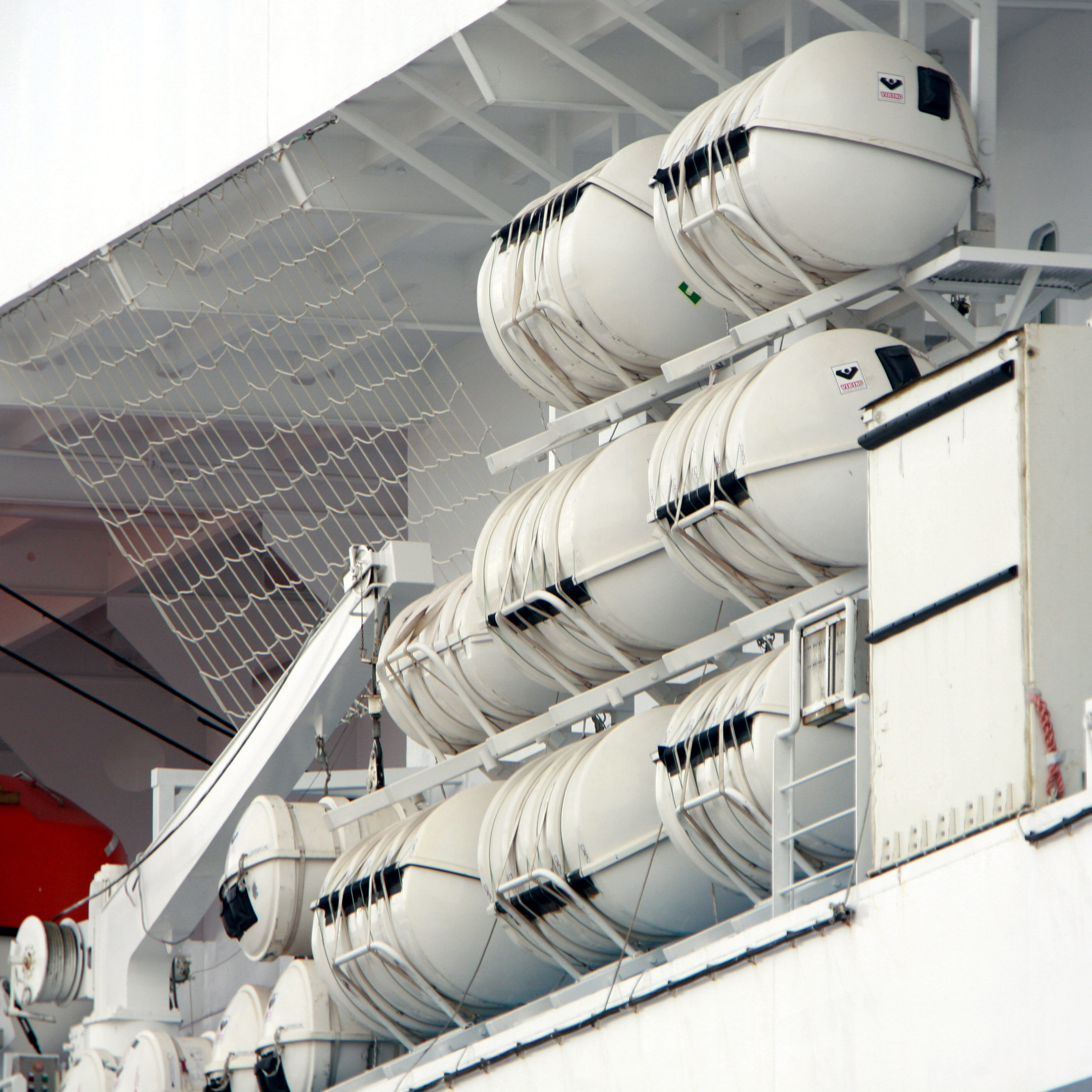
Verpackte Rettungsinseln auf einem Passagierschiff, links der Kran, mit dem sie zu Wasser gelassen werden

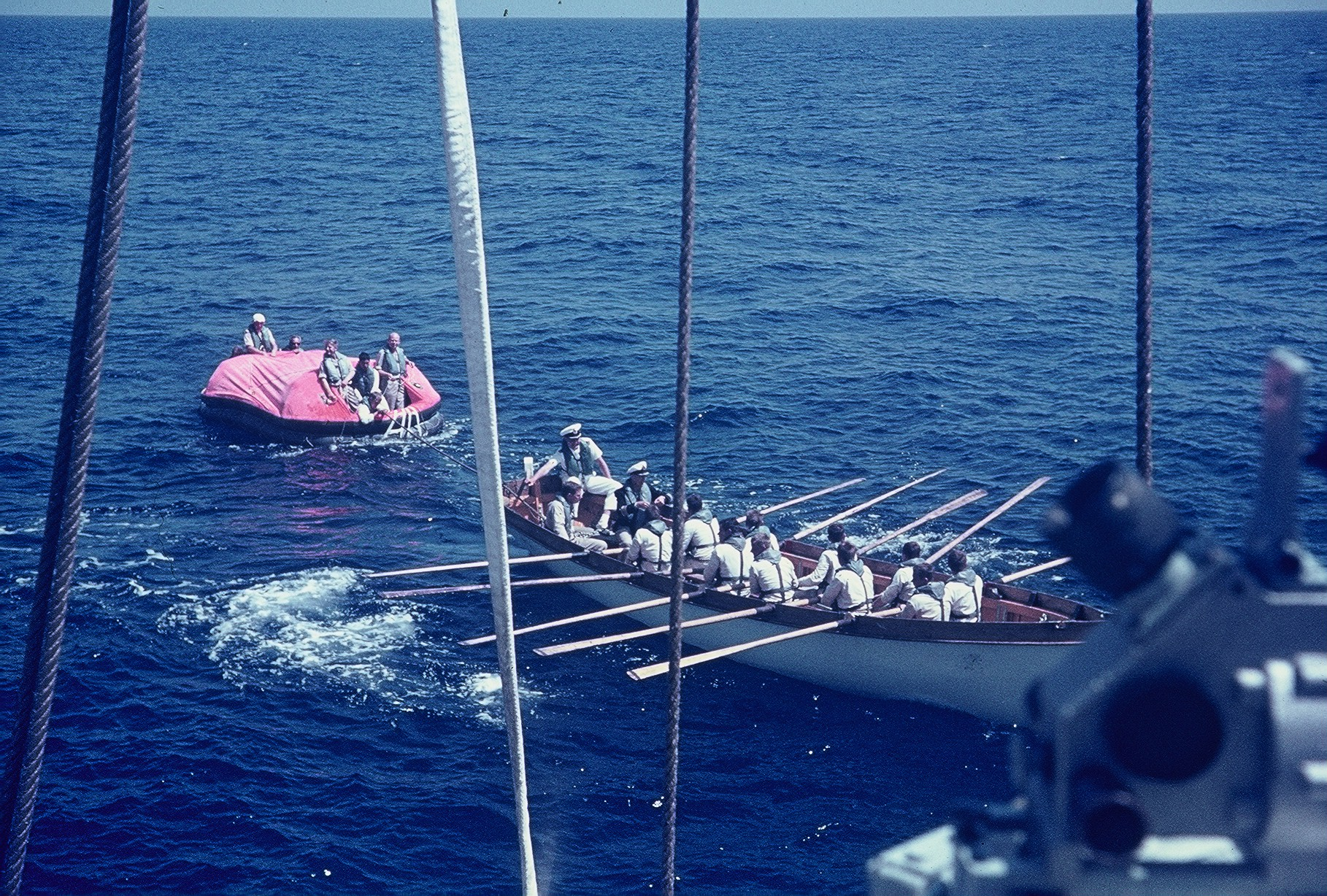
Übung mit Rettungsinsel und Kutter der Gorch Fock im Atlantik (1968)

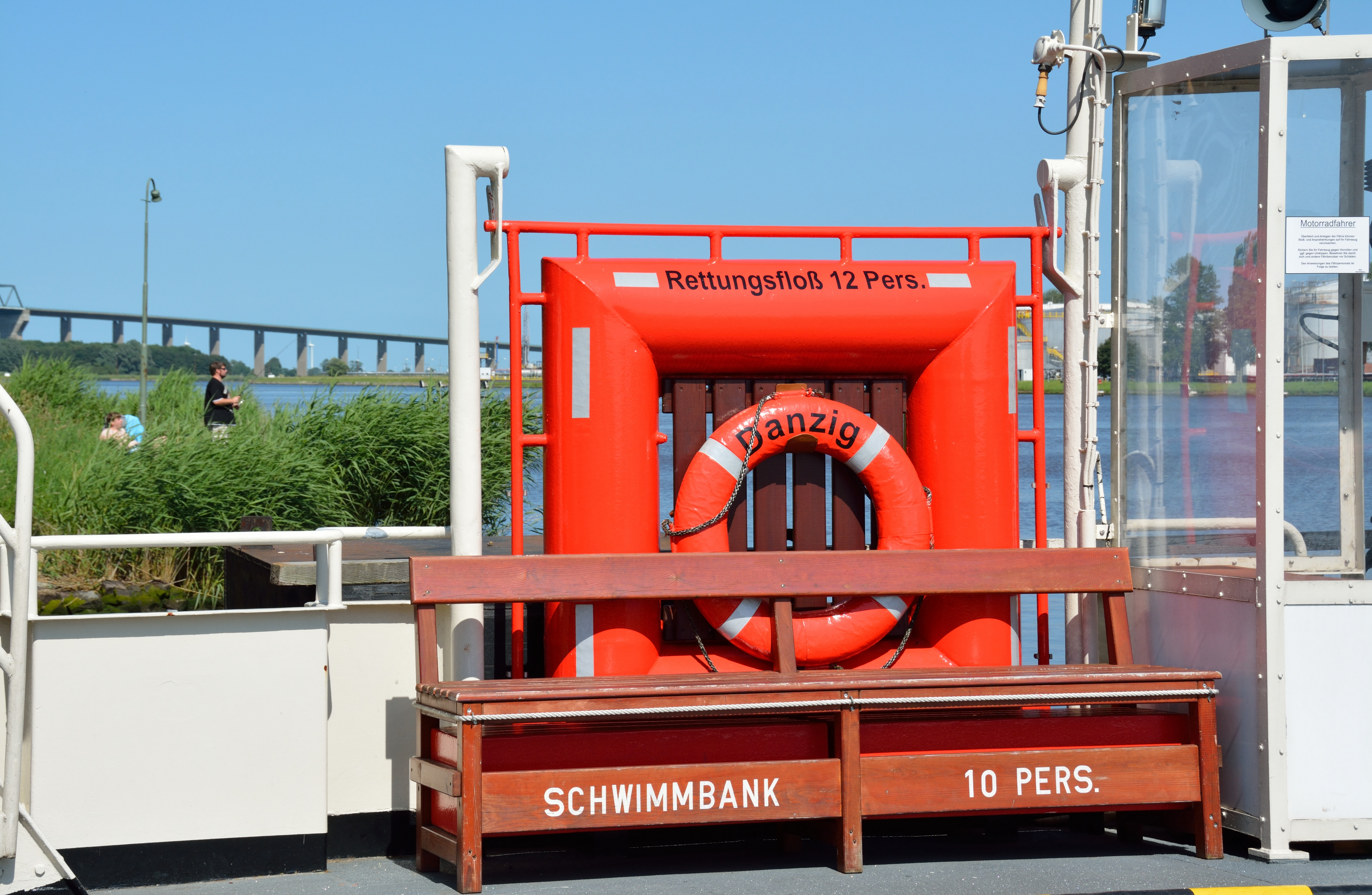
Diese Rettungsmittel der Fähre „Danzig“ auf dem Nord-Ostsee-Kanal sind nur für die Küstenschifffahrt geeignet

Rettungsflöße bestehen aus witterungsbeständigen, weichen, schwer entflammbaren Kunststoffen (meistens aus PVC). Die technischen Anforderungen an Rettungsflöße sowie Anzahl, Ausrüstung, Auslösvorrichtungen und Aufstellungsorte werden im Bereich der Berufsseeschifffahrt durch SOLAS geregelt. Im Bereich der Freizeitschifffahrt hängt die Ausrüstungspflicht von den Vorschriften des Staates ab, unter dessen Flagge das Schiff fährt. Das Mitführen einer aufblasbaren Rettungsinsel wird für alle seegehenden Schiffe zumindest empfohlen. Neben den Inseln, die nach SOLAS zertifiziert sind, gibt es für die Freizeitschifffahrt ISAF und ISO-Vorschriften. Die ISO-9650-Norm ist die derzeit in Europa gebräuchlichste Normierung.  
Je nach Schiffstyp und -größe gibt es Rettungsflöße in verschiedenen Größen und Ausführungen. Konventionelle, geschlossene Rettungsflöße werden in Größen für bis zu 50 Personen hergestellt. Diese können vollbesetzt mittels Davits ins Wasser verbracht werden. Zudem gibt es Auslösevorrichtungen, die von einem bestimmten Wasserdruck an, z. B. beim Sinken des Schiffes, das Floß auslösen. In Verbindung mit maritimen Evakuierungssystemen, bei denen die Personen mittels Rutschen das Schiff verlassen, werden Rettungsflöße für bis zu 150 Passagiere eingesetzt. Diese Systeme besitzen teilweise offene Rettungsflöße, aber auch geschlossene.  
Die Ausrüstung des Floßes richtet sich nach dem Fahrtgebiet, für welches das Schiff zugelassen ist. Ähnlich wie bei Rettungsbooten werden auch Rettungsflöße bzw. -inseln mit Wasservorräten, Notproviant und Überlebensausrüstung ausgestattet. 
Bestimmte Notrutschen an Flugzeugen werden im Notfall auch als Rettungsfloß benutzt, beispielsweise bei der Notwasserung des US-Airways-Fluges 1549.

## Rettungsinseln für die Freizeitschifffahrt

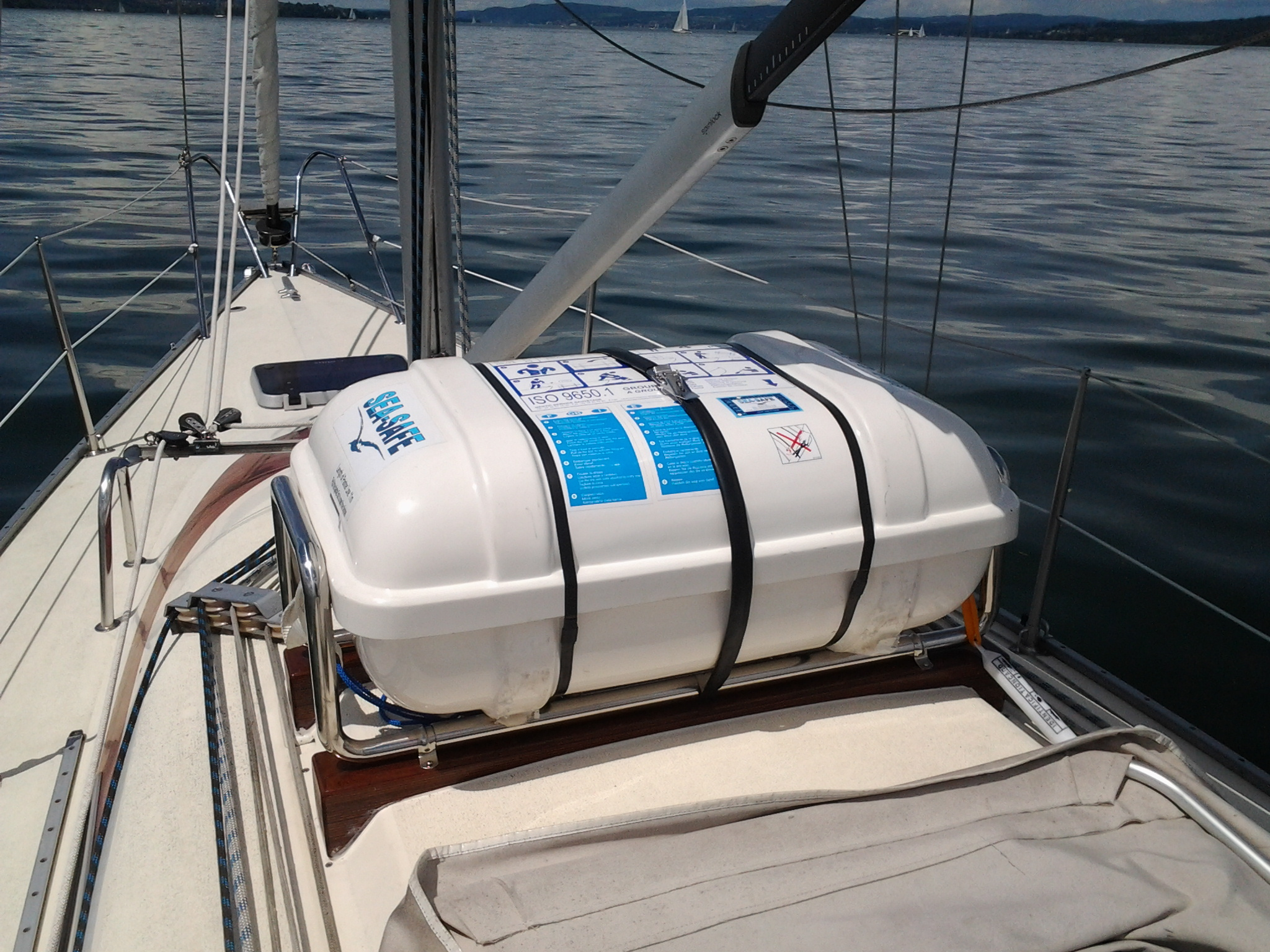
„Klassische“ Art, eine Rettungsinsel auf einer Yacht bereitzuhalten: An Deck

In der Freizeitschifffahrt werden heute vorwiegend Rettungsinseln nach der ISO-9650-Norm verwendet. Diese sind deutlich leichter und wesentlich günstiger als die SOLAS-Inseln der Berufsschifffahrt. Die ISAF-Norm, die für Offshore-Regatten in der Folge der Katastrophe der Fastnet-Regatta von 1979 entworfen und nach der Sydney-Hobart-Regatta von 1998 überarbeitet wurde, ist der ISO-Norm ähnlich, unterscheidet sich aber in Details. Die ISAF-Norm wird inzwischen kaum mehr gefordert, so dass die ISO-Norm als genereller Standard etabliert ist.
Rettungsinseln werden in zwei Typen, ISO 9650-1 und ISO 9650-2 hergestellt. Die Inseln nach Typ 1 sind für Hochseeschifffahrt vorgesehen, wo schwere Winde und hohe Wellen auftreten können. Inseln des Typs 2 werden für die Küstenschifffahrt entwickelt. Die Inseln des Typs 1 werden zudem in die Klassen A und B unterteilt. Inseln der Klasse A haben einen isolierten Doppelboden und müssen bis −15 °C zuverlässig auslösen, während die Inseln der Klasse B nur einen einfachen Boden haben und nur für Temperaturen oberhalb des Gefrierpunktes spezifiziert sind. Entsprechend eignen sich die Inseln der Kategorie A auch für Fahrten in kälteren Gegenden. Zusätzlich werden die Inseln in zwei Ausstattungsvarianten geliefert, abhängig davon, ob eine Rettung innerhalb von 24 Stunden wahrscheinlich ist oder nicht. Für die Gewässer Nordeuropas werden Inseln der Kategorie 1A empfohlen (besonders wegen der zu erwartenden niedrigen Wassertemperaturen). 
|                    | ISO 9650-1: Typ 1                                                 | ISO 9650-2: Typ 2                                |
| ------------------ | ----------------------------------------------------------------- | ------------------------------------------------ |
| Maximale Besatzung | 4 bis 12 Personen                                                 | 4 bis 10 Personen                                |
| Länge Reißleine    | 9 Meter                                                           | 6 Meter                                          |
| Maximale Wurfhöhe  | 6 Meter                                                           | 4 Meter                                          |
| Minimaler Freibord | Bei Inseln für 4 Personen 250 mm, darüber 300 mm                  | Bei Inseln für 4 Personen 200 mm, darüber 250 mm |
| Dach               | Vorgeschrieben                                                    | Vorgeschrieben                                   |
| Inselboden         | Inseln der Klasse A sind durch einen doppelten Boden wärmegedämmt | In der Regel nicht wärmegedämmt                  |

Rettungsinseln nach ISO 9650 sind ab etwa 1000 € zu haben. Sie werden in zwei Varianten geliefert, im Koffer oder in einer Tasche. Die Variante im Koffer wird oft am Deck von Yachten fest angebracht und kann dort auch bei schlechtem Wetter bleiben. Taschen sind leichter, etwas günstiger und eignen sich, falls eine Unterbringung an Deck nicht möglich ist. Moderne Yachten nach der CE-Sportbootrichtlinie Klasse A oder B (Hochsee oder küstenferne Gewässer) sind mit einem geeigneten Stauraum für eine Rettungsinsel in einem Koffer ausgestattet. Bei den Inseln in einer Tasche muss darauf geachtet werden, dass diese nicht durch scharfe Gegenstände beschädigt wird und es besteht das Risiko, dass sie unter häufig verwendeter Ausrüstung vergraben wird und daher im Notfall schwer erreichbar ist. 
Als Überlebensausrüstung befinden sich in der Insel unter anderem Wasservorräte, Medikamente gegen Seekrankheit, Seenotsignalmittel sowie Angelzeug.

## Besteigen einer Rettungsinsel

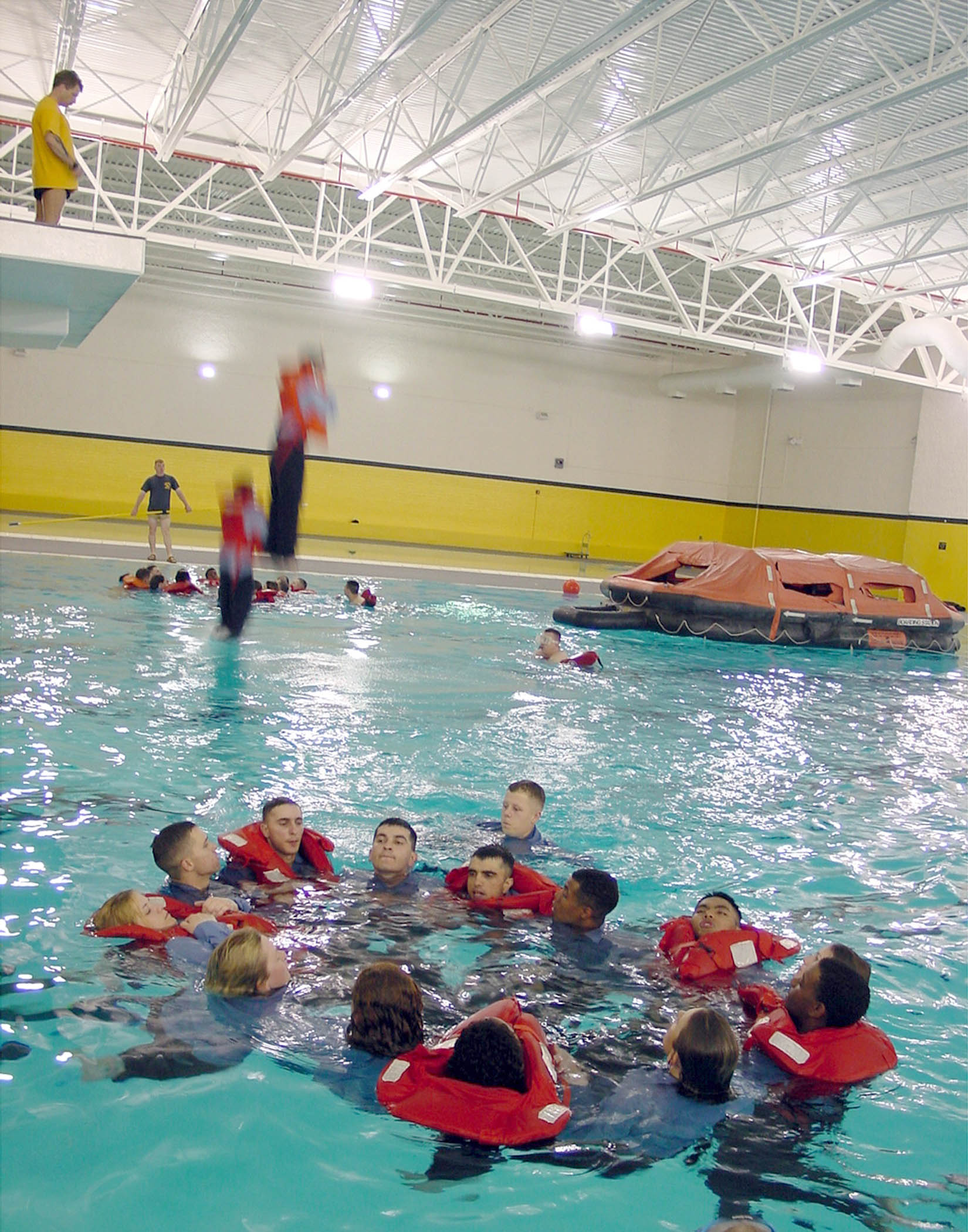
Auf diesem Bild von einer Übung recht gut zu ahnen: Je größer und höher das Objekt, um so einfacher ist es für Rettungsmannschaften zu sehen. Einzelne Personen sind schlechter zu erkennen als Gruppen, Gruppen schlechter als die Rettungsinsel, ein Schiff aber ist noch auffälliger, besonders wenn noch Seegang dazukommt

Die gängige Lehrmeinung seit der Fastnet-Katastrophe von 1979 besagt, dass es grundsätzlich nur zwei Gründe gibt, ein Schiff aufzugeben und in die Rettungsinsel einzusteigen:
- Das Boot sinkt trotz Lenzversuchen unvermeidbar
- Das Boot brennt und alle Löschversuche waren erfolglos bzw. der Rauch wird zu stark

In allen anderen Fällen sollte man auf dem Schiff bleiben, auch wenn dieses schwer beschädigt oder manövrierunfähig ist. Denn das Schiff hat mehr Ausrüstung und Verpflegung an Bord, als die Rettungsinsel jemals aufnehmen kann. Es ist für die Rettungsmannschaften wesentlich besser zu sehen als eine Rettungsinsel oder im Wasser schwimmende Personen. 
Muss die Rettungsinsel tatsächlich eingesetzt werden, wird zunächst kontrolliert, dass das Ende der Reißleine am Boot festgebunden ist. Dann wirft man sie in Lee über Bord (außer bei Feuer, dann kann es sinnvoll sein, sie in Luv einzusetzen). Der Koffer bzw. die Tasche mit der Rettungsinsel ist schwer – 40 kg und mehr für eine 6-Personen-Insel – daher muss der Aufbewahrungsort so gewählt sein, dass die Crew sie im Notfall auch noch an Deck und über die Reling hieven kann. Bei Passagierschiffen werden die Rettungsinseln mit Kranen zu Wasser gelassen. Die Insel schwimmt auch in der Kiste. 

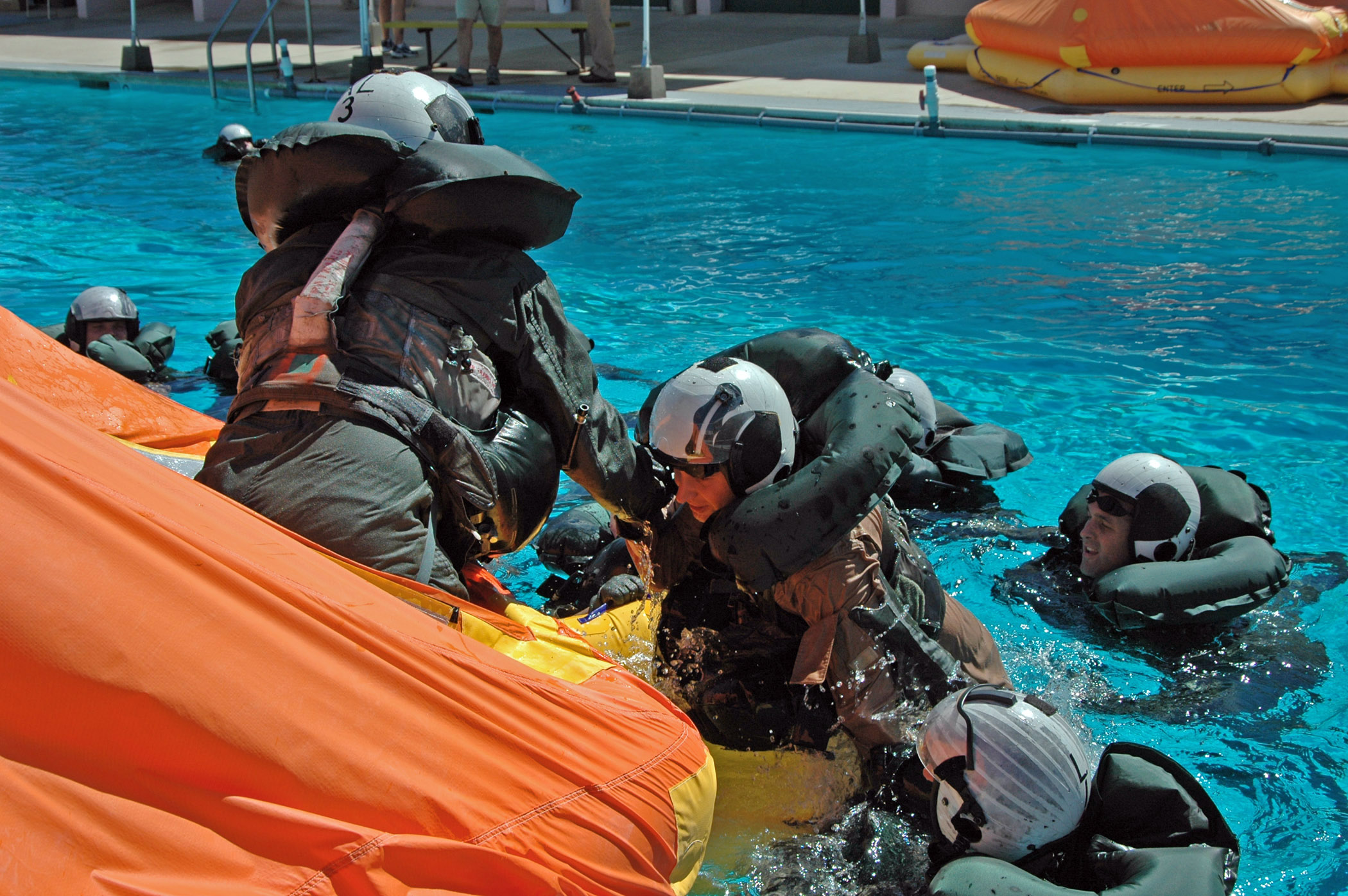
Rettungsinseltraining im Schwimmbad. Gegenseitige Hilfe ist nötig, um die Rettungsinsel zu besteigen.

Danach zieht man die Reißleine heraus. Sie ist mehrere Meter lang. Am Ende löst ein Ruck die Insel aus. Die meisten Inseln sind so gebaut, dass sie sich unter normalen Umständen in richtiger Schwimmlage aufblasen. Danach helfen sich die Crewmitglieder gegenseitig, umzusteigen. Falls möglich, sollte man direkt umsteigen und nicht ins Wasser springen, da sonst Unterkühlung droht. Die Rettungsinseln haben zwar Strickleitern, die auch ein Einsteigen aus dem Wasser ermöglichen sollen, insbesondere für geschwächte Personen und mit nasser Seglerbekleidung ist das aber sehr schwierig zu schaffen. Soviel Proviant und Ausrüstung wie möglich und sinnvoll sollte mitgenommen werden. Wichtig sind auch die Schiffspapiere und das Logbuch sowie, falls vorhanden, ein Seefunkgerät, ein Search and Rescue Radar Transponder oder eine EPIRB. 
In der Rettungsinsel findet sich an geschützter Stelle ein Messer, mit dem die Reißleine durchtrennt werden kann. Der Treibanker hilft, dass sich die Öffnung der Insel in Lee der Wellen befindet und er reduziert die Wind-Abdrift. An der letztbekannten Stelle werden die Rettungsmannschaften zuerst suchen.

## Wartung

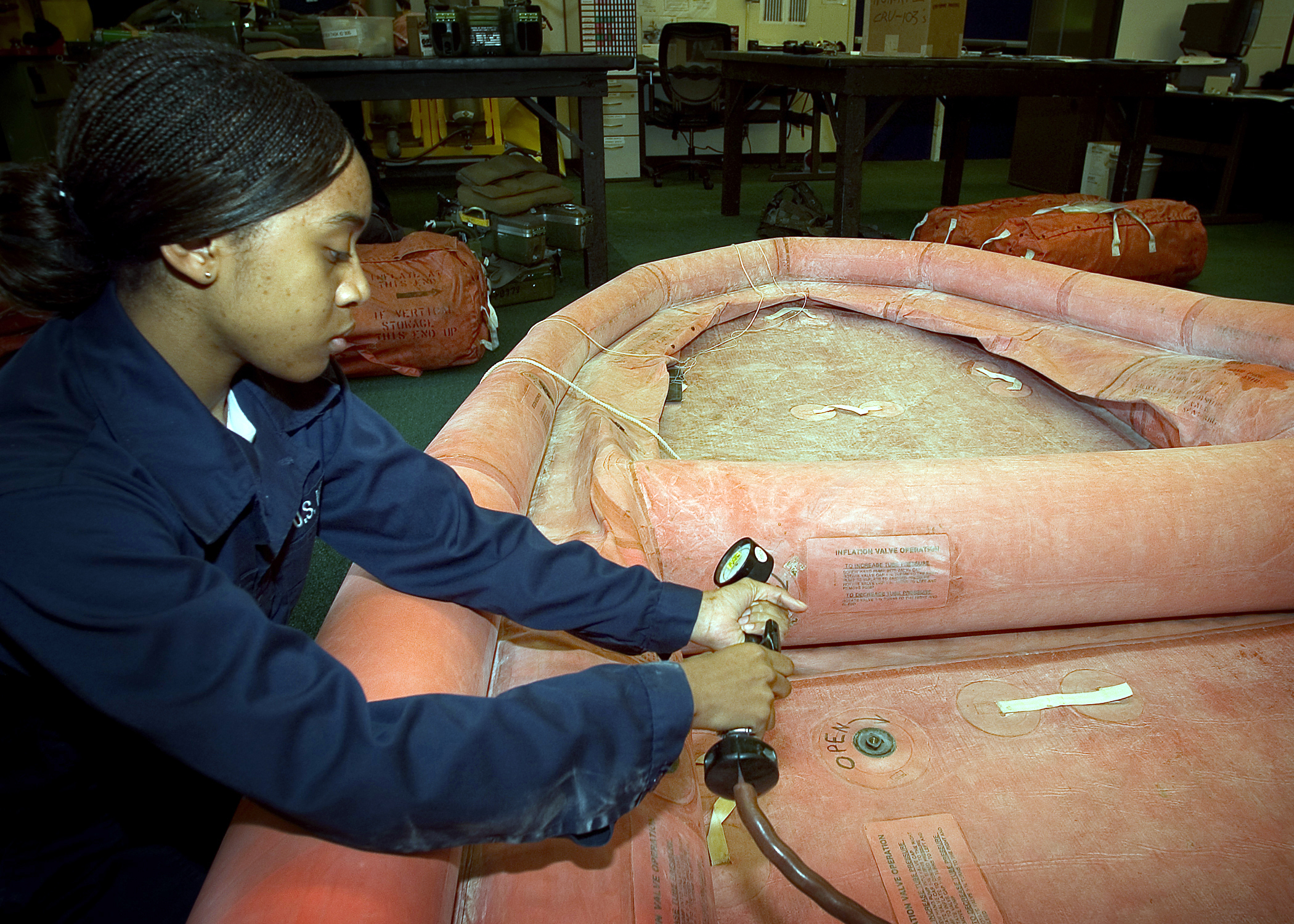
Bei der Wartung werden die Inseln aufgeblasen und auf Lecks und andere Schäden überprüft.

Rettungsinseln müssen regelmäßig von vom betreffenden Hersteller zertifizierten Fachbetrieben gewartet und überprüft werden. Je nach Hersteller und Einsatzbereich ist dies jährlich oder spätestens alle drei Jahre erforderlich. Dabei wird die Verpackung geöffnet und die Insel mit Druckluft aus einem Kompressor aufgeblasen. Die eingebaute CO2-Flasche wird dazu nicht verwendet, um die Insel nicht unnötig zu belasten. Die Flasche wird lediglich gewogen und mit ihrem Sollgewicht verglichen. Die Insel bleibt 36 oder 48 Stunden aufgeblasen und darf keine Luft verlieren. 
Bei der Wartung werden außerdem die Ausrüstungsteile mit Ablaufdatum ersetzt. Darunter gehören die Seenotsignale (Raketen, Handfackeln) sowie Wasser, Lebensmittel und Medikamente. 